# Small Island Developing States

Kaart van de kleine eilandstaten in ontwikkeling

De Small Island Developing States (SIDS, kleine eilandstaten in ontwikkeling) is een groep van voornamelijk kleine eilandstaten die tot ontwikkelingslanden worden gerekend en te maken hebben met dezelfde opgaven op het gebied van duurzame ontwikkeling. Deze landen hebben een kleine, groeiende bevolking. Ze beschikken over beperkte middelen, liggen afgelegen, zijn vatbaar voor natuurrampen en zijn afhankelijk van kwetsbare omgevingen en internationale handel. Ze worden in hun groei en ontwikkeling belemmerd door hoge communicatie-, energie- en transportkosten, onregelmatige internationale transportvolumes, dure overheidsdiensten en infrastructuur vanwege hun kleine omvang. Ze hebben weinig tot geen mogelijkheid om schaalvoordelen te creëren.
De SIDS werden voor het eerst erkend als een afzonderlijke groep ontwikkelingslanden tijdens de VN-conferentie inzake Milieu en Ontwikkeling in Genève in juni 1992. In 1994 werd het Barbados Programme of Action opgesteld om de SIDS te helpen bij hun inspanningen op het gebied van duurzame ontwikkeling. De groep landen wordt vertegenwoordigd door de United Nations Office of the High Representative for the Least Developed Countries, Landlocked Developing Countries and Small Island Developing States (UN-OHRLLS).

## Lidstaten
| Caraïben | Grote Oceaan | Afrika, Indische Oceaan, Middellandse Zee en Zuid-Chinese Zee (AIMS)                           |
| --- | --- | ---------------------------------------------------------------------------------------------- |
| Anguilla Antigua en Barbuda Amerikaanse Maagdeneilanden Aruba Bahama's Barbados Belize Bermuda Britse Maagdeneilanden Cuba Curaçao Dominica Dominicaanse Republiek Grenada Guadeloupe Guyana Haïti Jamaica Kaaimaneilanden Martinique Montserrat Puerto Rico Saint Kitts en Nevis Saint Lucia Sint Maarten Saint Vincent en de Grenadines Suriname Trinidad en Tobago Turks- en Caicoseilanden | Amerikaans-Samoa Cookeilanden Fiji Frans-Polynesië Guam Kiribati Marshalleilanden Micronesië Nauru Nieuw-Caledonië Niue Noordelijke Marianen Oost-Timor Palau Papoea-Nieuw-Guinea Salomonseilanden Samoa Tonga Tuvalu Vanuatu | Comoren Guinee-Bissau Kaapverdië Malediven Mauritius Sao Tomé en Principe Seychellen Singapore |